# Boršice
Boršice (en 1961–1996 : Boršice u Buchlovic ; en allemand : Borschitz) est une commune du district d'Uherské Hradiště, dans la région de Zlín, en Tchéquie. Sa population s'élevait à 2 162 habitants en 2020.

## Géographie
Boršice se trouve à 11 km à l'ouest d'Uherské Hradiště, à 29 km au sud-sud-ouest de Zlín, à 57 km à l'est-sud-est de Brno et à 239 km au sud-est de Prague.
La commune est limitée par Buchlovice au nord, par Zlechov au nord-est, par Kostelany nad Moravou à l'est, par Nedakonice et Polešovice au sud, et par Tučapy et Stříbrnice à l'ouest.

## Histoire
La première mention écrite du village date de 1220.